# Andreea Boghian
Andreea Boghian (Gura Humorului, 29 novembre 1991) è una canottiera rumena, vincitrice della medaglia di bronzo nell'otto a Rio de Janeiro 2016.

## Palmarès
- Olimpiadi

Rio de Janeiro 2016: bronzo nell'8.
- Campionati del mondo di canottaggio

Chungju 2013: argento nell'8.
- Campionati europei di canottaggio

Brest 2009: bronzo nel 4 di coppia.
Plovdiv 2011: oro nell'8.
Varese 2012: oro nell'8.
Siviglia 2013: oro nel 2 senza e nell'8.
Belgrado 2014: oro nell'8.
Poznań 2015: bronzo nell'8.